# Honshu
Honshū of Honsjoe (Japans: 本州), eerder  Hondo genoemd, is het grootste eiland van Japan. De oppervlakte is ongeveer 230.500 km²; dit is 60% van de totale oppervlakte van Japan. Honshū is ongeveer 1300 kilometer lang en de breedte varieert van 50 tot 240 kilometer. De kustlijn is 5450 kilometer lang. Op het eiland woonden in 2010 ongeveer 104 miljoen mensen.

## Ligging
Honshū ligt ten zuiden van Hokkaido, waarvan het is gescheiden door de Straat van Tsugaru.
Ten zuiden van Honshū ligt Shikoku, waarvan Honshū is gescheiden door de Japanse Binnenzee; ten zuidwesten ligt Kyushu, waarvan Honshū is gescheiden door de Straat van Shimonoseki, en ten westen van het noordelijk deel van Honshū ligt het eiland Sado, dat van Honshū wordt gescheiden door de Straat van Sado.

## Geografie
Honshū is bergachtig en er komen regelmatig aardbevingen voor. Ook is het gebied vulkanisch actief. Het hoogste punt is de slapende vulkaan Fuji (3776 meter). In het noorden is Honshū tamelijk koud, maar in het zuiden is het subtropisch.
Vooral de Kanto-laagvlakte is bijzonder vruchtbaar. Hier is ook de grootste agglomeratie ter wereld gelegen, Groot-Tokio, waar 25% van de totale bevolking van Japan woont. Andere grote steden op Honshū zijn Kioto, Osaka, Kobe, Hiroshima en Nagoya.
Ten noordwesten van het eiland stroomt de Tsushimastroom, ten zuiden de Kuroshio en ten oosten de Oyashio.
Ten zuidoosten van de stad Choshi liggen aan de zuidoostkust van het eiland twee kapen, waarvan de Kaap Inubo iets oostelijker ligt, maar men op de kaap Kaap Nagasaki vanaf Honshu de vroegste eerste zonsopgang van het jaar kan zien.

## Verbindingen
Honshū is met Hokkaido verbonden door middel van bruggen en de Seikantunnel. Ook tussen Honshū en Shikoku zijn diverse bruggen gebouwd.